# Братська могила радянських воїнів (Коломійці)
Братська  могила радянських воїнів с. Коломійці Покровського району Дніпропетровської області  - пам’ятка історії місцевого значення, державний охоронний
№ 834-Дп.
Пам’ятка знаходиться за адресою: Дніпропетровська область Покровський район село Коломійці вул. Набережна( Леніна), біля будинку культури.

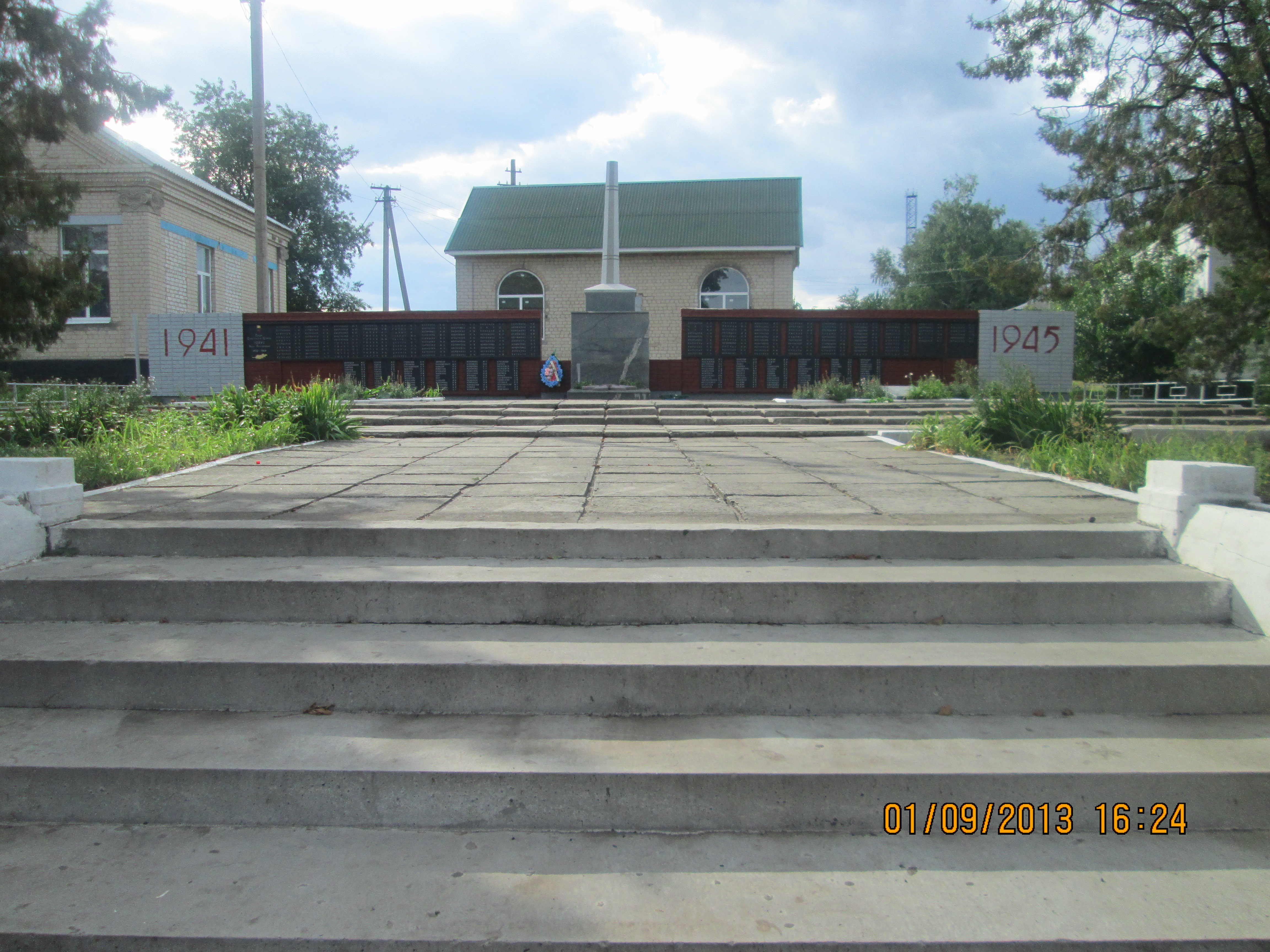

В 1956 році на місці поховання загиблих воїнів було створено меморіал, а у 1983 рік - проведена його капітальна реконструкція.  (Харківські художні майстерні, масове виробництво).
Поховання  відноситься до періоду Другої світової війни - 1943 р.
13 вересня 1943 року перед світанком, у селі Коломійці пролунали постріли. Це зав’язався бій між передовою групою одного з підрозділів 364 стрілецької дивізії і відступаючим противником.
Меморіальний комплекс знаходиться в центрі села  біля будинку культури на невеликому підвищені площадки. В глибині площадки по центру знаходиться на постаменті скульптура «Воїн і партизан». Вліво і вправо від скульптурирозташовані стіни меморіалу на яких укріплено металеві дошки з прізвищами загиблих земляків. Дошки розташовані у два ряди. Зліва і справа по кінцях стіни написані дати – зліва 1941, справа - 1945. Внизу перед скульптурою знаходиться пальник «Вічного вогню», виконаний у вигляді п’ятикутної зірки.Від монумента зліва і справа знаходяться квітники. На правому квітнику посередині розташована братська могила. Верхня частина сіра гранітна плита з іменами загиблих воїнів. 